# Prix Fleury-Mesplet
Pour les articles homonymes, voir Fleury et Mesplet.
Le Prix Fleury-Mesplet est un prix québécois destiné à souligner le mérite d’une personne, d’un organisme ou d’une compagnie qui, par son action et son dynamisme, a contribué au progrès de l’édition au Québec. Ce prix est nommé en l'honneur de Fleury Mesplet, premier imprimeur et fondateur du premier journal montréalais.
Ce prix est remis annuellement par le Salon du livre de Montréal.

## Lauréats
- 1987
  - Anne Hébert, auteur, littérature générale
  - Ginette Anfousse, auteur, littérature jeunesse
  - Gilles Vigneault, auteur, poésie
  - Hélène Charbonneau, bibliothécaire
  - Wilfrid Lemoine, communicateur
  - Francine Paquette, diffuseur / Prologue
  - Jacques Fortin, éditeur, livres / Québec Amérique
  - Jean Paré, éditeur, périodiques / L'Actualité
  - Élisabeth Marchaudon, libraire
  - Paule Daveluy, traductrice littéraire
- 1988 - Félix Leclerc, Pierre Tisseyre, Les Éditions de l'Homme, Gaston Miron
- 1990 - J.Z. Léon Patenaude
- 1992 - Thomas Déri
- 1993 - Germain Lapierre et Laure Gamache
- 1994 - Georges Laberge
- 1995 - Bertrand Gauthier
- 1996 - Henri Tranquille
- 1997 - Père Paul-Aimé Martin
- 1998 - Pierre Lespérance, Paul Michaud
- 1999 - Claude Hurtubise
- 2000 - Adrien Thério
- 2001 - Jean-Claude Germain
- 2002 - Willy Vandermeulen et Jacques Hébert
- 2003 - André Bastien et Carole Levert
- 2004 - Marcel Broquet
- 2005 - Gilles Archambault
- 2006 - Alain Stanké
- 2007 - Claude Choquette
- 2008 - Antoine Del Busso
- 2009 - Lise Bissonnette
- 2010 - Lise Bergevin[2]
- 2011 - Jeanne Lemire, libraire[3]
- 2012 - Denis Vaugeois, auteur, éditeur, ministre des Affaires culturelles du Québec.
- 2013 - Hervé Foulon
- 2014 - André Vanasse
- 2015 - Jean-Marc Gagnon[4] et Félix Maltais
- 2016 - Gaston Bellemare[5]
- 2017 - Robert Soulières, auteur et éditeur jeunesse[6].
- 2018 - La lecture en cadeau
- 2019 - Rachel Bédard, éditrice aux éditions du remue-ménage
- 2019 - René Bonenfant, éditeur et fondateur des Éditions Le Noroît
- 2020 - Johanne Guay, éditrice
- 2021 - Nicole Saint-Jean
- 2022 - François Mayeux
- 2023 - Angèle Delaunois
- 2024 - Jean-François Bouchard[7]